# Primera División de España 1942-43
La temporada 1942-43 de Primera División fue la 12.ª edición de la máxima categoría del sistema de Ligas españolas de fútbol. Se disputó entre el 27 de septiembre de 1942 y el 4 de abril de 1943.
El Atlético de Bilbao conquistó su quinto título de liga al superar por tres puntos al segundo clasificado, el Sevilla Club de Fútbol, quien venía realizando un buen desempeño desde la reanudación del campeonato tras la guerra pero que no conseguía materializar entre la élite liguera. Fue junto al Valencia C. F. otro de los equipos de la zona republicana que lograron establecerse en la élite española.
Los bilbaínos se convirtieron con el título en el primer equipo de la competición en recibir en propiedad el trofeo de campeón al conquistar su quinto título alterno, según dictaba la normativa. Tras el hito el contador se reseteaba a cero, comenzando una nueva disputa del trofeo en propiedad reservado para el primer equipo, nuevamente, en vencer bien tres veces consecutivas o cinco alternas. Además, conquistó esta misma temporada el Campeonato de España de Copa, realizando así su tercer doblete, único equipo en lograrlo hasta la fecha en el país.
El máximo goleador de la edición fue Mariano Martín con treinta goles anotados, a tres del récord vigente establecido por Pruden Sánchez en la edición 1940-41.

## Sistema de competición
La Primera División de España 1942-43 fue organizada por la Real Federación Española de Fútbol (RFEF).
Como en la temporada anterior, tomaron parte catorce equipos de toda la geografía española, encuadrados en un grupo único. Siguiendo un sistema de liga, catorce equipos se enfrentaron todos contra todos en dos ocasiones —una en campo propio y otra en campo contrario— sumando un total de 26 jornadas. El orden de los encuentros se decidió por sorteo antes de empezar la competición.
La clasificación final se estableció con arreglo a los puntos obtenidos en cada enfrentamiento, a razón de dos por partido ganado, uno por empatado y ninguno en caso de derrota. En caso de empate a puntos entre dos o más clubes en la clasificación final, se tuvo en cuenta el mayor cociente de goles. 

### Efectos de la clasificación
El equipo que más puntos sumó al final del campeonato fue proclamado campeón de liga. 
Los dos últimos clasificados descendieron directamente a Segunda División, siendo reemplazados la siguiente temporada por el campeón y el subcampeón de la liguilla de ascenso de Segunda División. Por su parte, el undécimo y duodécimo clasificados debieron enfrentarse al tercer y cuarto clasificado de la liguilla de ascenso, siendo los vencedores de esta eliminatoria disputada en terreno neutral los que obtuvieron la participación en Primera División la siguiente temporada.

## Clubes participantes
| Equipo                           | Ciudad                | Estadio          | Aforo  |
| -------------------------------- | --------------------- | ---------------- | ------ |
| Atlético de Bilbao               | Bilbao                | San Mamés        | 13.065 |
| Club Atlético Aviación           | Madrid                | Vallecas         | 18.000 |
| Club de Fútbol Barcelona         | Barcelona             | Las Corts        | 25.000 |
| Real Betis Balompié              | Sevilla               | Heliópolis       | 18.000 |
| Club Deportivo Castellón         | Castellón de la Plana | El Sequiol       | 8.000  |
| Real Club Celta de Vigo          | Vigo                  | Balaidos         | 22.000 |
| Real Club Deportivo de La Coruña | La Coruña             | Parque de Riazor | 6.000  |
| Real Club Deportivo Español      | Barcelona             | Sarriá           | 15.774 |
| Granada Club de Fútbol           | Granada               | Los Cármenes     | 16.000 |
| Real Oviedo Club de Fútbol       | Oviedo                | Buenavista       | 22.000 |
| Real Madrid Club de Fútbol       | Madrid                | Chamartín        | 25.000 |
| Sevilla Club de Fútbol           | Sevilla               | Nervión          | 16.000 |
| Valencia Club de Fútbol          | Valencia              | Mestalla         | 17.000 |
| Zaragoza Club de Fútbol          | Zaragoza              | Torrero          | 8.000  |

El Club Atlético Aviación inició la temporada en el Campo de Vallecas, pero a mitad de temporada se trasladó al Estadio Metropolitano, una vez finalizadas las obras en este recinto.

## Desarrollo

### Clasificación
| Pos. | Equipo                    | Pts. | PJ | G  | E  | P  | GF | GC | Dif. | Clasificación                                |
| ---- | ------------------------- | ---- | -- | -- | -- | -- | -- | -- | ---- | -------------------------------------------- |
| 1    | Atlético de Bilbao (C)    | 36   | 26 | 16 | 4  | 6  | 73 | 38 | +35  | Doblete nacional                             |
| 2    | Sevilla C. F.             | 33   | 26 | 15 | 3  | 8  | 63 | 47 | +16  |                                              |
| 3    | C. F. Barcelona           | 32   | 26 | 14 | 4  | 8  | 77 | 50 | +27  |                                              |
| 4    | C. D. Castellón           | 31   | 26 | 13 | 5  | 8  | 41 | 43 | −2   |                                              |
| 5    | R. C. Celta de Vigo       | 30   | 26 | 14 | 2  | 10 | 52 | 50 | +2   |                                              |
| 6    | Real Oviedo C. F.         | 28   | 26 | 12 | 4  | 10 | 53 | 63 | −10  |                                              |
| 7    | Valencia C. F.            | 27   | 26 | 10 | 7  | 9  | 58 | 45 | +13  |                                              |
| 8    | Atlético Aviación         | 27   | 26 | 11 | 5  | 10 | 54 | 44 | +10  |                                              |
| 9    | R. C. Deportivo La Coruña | 26   | 26 | 7  | 12 | 7  | 35 | 32 | +3   |                                              |
| 10   | Real Madrid C. F.         | 25   | 26 | 10 | 5  | 11 | 52 | 50 | +2   |                                              |
| 11   | C. D. Español             | 24   | 26 | 9  | 6  | 11 | 45 | 51 | −6   | Promoción de permanencia en Primera División |
| 12   | Granada C. F.             | 22   | 26 | 9  | 4  | 13 | 56 | 68 | −12  | Promoción de permanencia en Primera División |
| 13   | Zaragoza C. F. (D)        | 13   | 26 | 2  | 9  | 15 | 25 | 57 | −32  | Descenso a Segunda División                  |
| 14   | Real Betis (D)            | 10   | 26 | 2  | 6  | 18 | 28 | 74 | −46  | Descenso a Segunda División                  |

 Fuente: 
Criterios de clasificación: Puntos · Diferencia de goles · Goles a favor · Play-off
| Bandera del País Vasco     |
| Campeón Atlético de Bilbao |
| 5.º título                 |

### Ascenso a Primera División
El Centro de Deportes Sabadell Club de Fútbol y la Real Sociedad de Fútbol ascendieron a Primera División tras resultar campeón y subcampeón respectivamente de Segunda División. El descenso se dirimió tanto por descenso directo, dos plazas, como por una promoción de permanencia por dos puestos en los que se enfrentaron el Real Club Deportivo Español y el Granada Club de Fútbol, los dos últimos del campeonato tras los dos descendidos directamente, frente al Real Gijón y el Real Valladolid Deportivo respectivamente, tercer y cuarto mejores clasificados de la segunda categoría. Tras su disputa los dos clubes de la máxima categoría conservaron sus plazas al siguiente año.
La promoción se jugó a partido único en Madrid y Barcelona, con los siguientes resultados:
| Promoción de permanencia; 18 de abril de 1943 | R. C. D. Español | 2 - 1   | Real Gijón | Estadio Metropolitano, Madrid |  |
|                                               |                  | Reporte |            |                               |  |

| Promoción de permanencia; 18 de abril de 1943 | Granada C. F. | 2 - 0   | Real Valladolid Deportivo | Campo de Las Cortes, Barcelona |  |
|                                               |               | Reporte |                           |                                |  |

### Evolución de la clasificación
| Jornada / Equipo    | 1  | 2  | 3  | 4  | 5  | 6  | 7  | 8  | 9  | 10 | 11 | 12 | 13 | 14 | 15 | 16 | 17 | 18 | 19 | 20 | 21 | 22 | 23 | 24 | 25 | 26 |
| Jornada / Equipo    |    |    |    |    |    |    |    |    |    |    |    |    |    |    |    |    |    |    |    |    |    |    |    |    |    |    |
| ------------------- | -- | -- | -- | -- | -- | -- | -- | -- | -- | -- | -- | -- | -- | -- | -- | -- | -- | -- | -- | -- | -- | -- | -- | -- | -- | -- |
| Atlético de Bilbao  | 2  | 5  | 4  | 1  | 2  | 3  | 2  | 1  | 1  | 1  | 1  | 1  | 1  | 1  | 1  | 1  | 1  | 1  | 1  | 1  | 1  | 1  | 1  | 1  | 1  | 1  |
| Sevilla C. F.       | 1  | 1  | 1  | 3  | 3  | 2  | 3  | 3  | 5  | 3  | 4  | 3  | 3  | 3  | 3  | 3  | 3  | 4  | 3  | 2  | 2  | 2  | 3  | 2  | 2  | 2  |
| C. F. Barcelona     | 11 | 12 | 10 | 11 | 8  | 7  | 4  | 7  | 3  | 7  | 8  | 10 | 8  | 9  | 7  | 7  | 6  | 6  | 5  | 6  | 5  | 4  | 4  | 4  | 4  | 3  |
| C. D. Castellón     | 10 | 10 | 11 | 10 | 10 | 11 | 10 | 8  | 8  | 5  | 3  | 7  | 5  | 4  | 5  | 4  | 4  | 2  | 4  | 3  | 4  | 3  | 2  | 3  | 3  | 4  |
| R. C. Celta de Vigo | 9  | 7  | 9  | 8  | 9  | 9  | 11 | 12 | 10 | 9  | 11 | 9  | 10 | 8  | 10 | 10 | 11 | 8  | 7  | 7  | 7  | 6  | 6  | 5  | 5  | 5  |
| Real Oviedo C. F.   | 3  | 6  | 6  | 9  | 11 | 10 | 9  | 6  | 9  | 6  | 5  | 4  | 4  | 5  | 4  | 5  | 5  | 5  | 6  | 5  | 6  | 7  | 9  | 7  | 7  | 6  |
| Valencia C. F.      | 5  | 3  | 2  | 2  | 1  | 1  | 1  | 2  | 2  | 2  | 2  | 2  | 2  | 2  | 2  | 2  | 2  | 3  | 2  | 4  | 3  | 5  | 5  | 6  | 6  | 7  |
| Atlético Aviación   | 12 | 11 | 12 | 14 | 14 | 13 | 12 | 11 | 11 | 10 | 6  | 5  | 6  | 6  | 6  | 6  | 7  | 7  | 8  | 8  | 8  | 9  | 10 | 9  | 9  | 8  |
| R. C. D. La Coruña  | 6  | 9  | 8  | 7  | 7  | 4  | 6  | 5  | 4  | 4  | 7  | 6  | 7  | 7  | 8  | 9  | 10 | 10 | 9  | 10 | 9  | 8  | 8  | 8  | 8  | 9  |
| Real Madrid C. F.   | 4  | 2  | 3  | 5  | 4  | 5  | 7  | 9  | 7  | 11 | 10 | 11 | 11 | 11 | 11 | 11 | 8  | 11 | 11 | 11 | 10 | 10 | 7  | 10 | 10 | 10 |
| R. C. D. Español    | 7  | 4  | 7  | 4  | 6  | 6  | 5  | 4  | 6  | 8  | 9  | 8  | 9  | 10 | 9  | 8  | 9  | 9  | 10 | 9  | 11 | 11 | 11 | 11 | 11 | 11 |
| Granada C. F.       | 8  | 8  | 5  | 6  | 5  | 8  | 8  | 10 | 12 | 12 | 12 | 12 | 12 | 12 | 12 | 12 | 12 | 12 | 12 | 12 | 12 | 12 | 12 | 12 | 12 | 12 |
| Real Zaragoza C. F. | 14 | 13 | 13 | 13 | 13 | 14 | 13 | 13 | 14 | 14 | 13 | 13 | 13 | 13 | 13 | 13 | 13 | 13 | 13 | 13 | 13 | 13 | 13 | 13 | 13 | 13 |
| Real Betis          | 13 | 14 | 14 | 12 | 12 | 12 | 14 | 14 | 13 | 13 | 14 | 14 | 14 | 14 | 14 | 14 | 14 | 14 | 14 | 14 | 14 | 14 | 14 | 14 | 14 | 14 |

### Resultados
| Local \ Visitante   | ATH | ATA | BAR | BET | CAS | CEL | DEP | ESP | GRA | OVI | RMA | SEV | VAL | ZAR |
| ------------------- | --- | --- | --- | --- | --- | --- | --- | --- | --- | --- | --- | --- | --- | --- |
| Atlético de Bilbao  | —   | 5–2 | 5–2 | 5–0 | 4–0 | 4–0 | 0–2 | 2–1 | 4–1 | 8–1 | 3–2 | 5–0 | 5–1 | 2–0 |
| Atlético Aviación   | 2–3 | —   | 4–0 | 5–1 | 5–1 | 3–1 | 1–2 | 2–3 | 7–1 | 3–0 | 2–1 | 1–0 | 1–1 | 3–1 |
| C. F. Barcelona     | 1–3 | 5–0 | —   | 4–1 | 7–1 | 8–0 | 1–1 | 2–0 | 5–2 | 6–2 | 5–5 | 3–1 | 1–2 | 4–1 |
| Real Betis          | 3–1 | 1–2 | 0–2 | —   | 1–1 | 1–3 | 1–1 | 1–1 | 0–1 | 1–2 | 3–1 | 2–5 | 2–2 | 1–1 |
| C. D. Castellón     | 2–2 | 0–0 | 0–2 | 3–0 | —   | 5–0 | 3–1 | 2–1 | 3–2 | 3–0 | 3–0 | 2–0 | 1–0 | 3–0 |
| R. C. Celta de Vigo | 4–1 | 1–1 | 4–2 | 4–2 | 5–0 | —   | 0–1 | 3–2 | 8–3 | 2–0 | 2–1 | 1–0 | 2–0 | 3–2 |
| R. C. D. La Coruña  | 2–0 | 0–0 | 2–2 | 0–0 | 0–1 | 3–1 | —   | 2–2 | 2–2 | 0–1 | 1–2 | 1–1 | 2–2 | 3–1 |
| R. C. D. Español    | 2–2 | 4–2 | 1–3 | 3–0 | 3–1 | 1–0 | 1–1 | —   | 2–1 | 5–0 | 4–2 | 1–2 | 1–0 | 0–0 |
| Granada C. F.       | 1–3 | 3–1 | 2–3 | 6–2 | 1–2 | 3–1 | 1–2 | 2–2 | —   | 3–1 | 1–0 | 4–3 | 4–2 | 1–1 |
| Real Oviedo C. F.   | 3–3 | 2–1 | 3–2 | 4–1 | 4–1 | 1–0 | 1–1 | 3–1 | 4–2 | —   | 3–4 | 4–4 | 4–1 | 1–1 |
| Real Madrid C. F.   | 2–0 | 1–3 | 3–0 | 3–1 | 0–0 | 2–4 | 4–3 | 7–0 | 2–2 | 2–1 | —   | 1–1 | 0–1 | 2–1 |
| Sevilla C. F.       | 2–0 | 2–1 | 4–2 | 5–0 | 4–1 | 2–0 | 2–1 | 4–2 | 3–2 | 0–5 | 3–0 | —   | 3–1 | 6–0 |
| Valencia C. F.      | 2–2 | 3–0 | 2–4 | 8–3 | 1–2 | 1–1 | 1–0 | 3–0 | 3–2 | 7–0 | 3–3 | 4–2 | —   | 7–0 |
| Real Zaragoza C. F. | 0–1 | 2–2 | 1–1 | 1–0 | 0–0 | 1–2 | 1–1 | 4–2 | 2–3 | 1–3 | 0–2 | 3–4 | 0–0 | —   |

## Estadísticas

### Tabla histórica de goleadores
El palentino Mariano Martín fue el máximo goleador del campeonato con treinta goles en veintitrés partidos, con un promedio de 1.30 goles por encuentro, siete por delante del vizcaíno Mundo Suárez, quien anotó veintitrés. Hasta el año 1953 no se oficializó la entrega del trofeo «pichichi» al máximo goleador del campeonato, motivo por el cual los datos hasta la fecha varían según fuentes consultadas. La marca de Pruden superó el registro de veintiocho tantos anotados por Isidro Lángara en 1936 que eran hasta la fecha el mayor número de goles conseguidos en una edición.
Guillermo Gorostiza aumentó el registro histórico hasta los 143 goles, tras los dos anotados en la presente edición.

Nota: Nombres y banderas de equipos en la época.
| \| Pos. \| Jugador \| G. \| Part. \| Prom. \| \| Club \| Nota \| \| ---- \| ------------------- \| -- \| ----- \| ----- \| \| --------------------------- \| ---- \| \| 1 \| Mariano Martín \| 30 \| 23 \| 1.30 \| \| Club de Fútbol Barcelona \| \| \| 2 \| Mundo Suárez \| 23 \| 22 \| 1.05 \| \| Valencia Club de Fútbol \| \| \| 3 \| Basilio Nieto \| 22 \| 25 \| 0.88 \| \| Club Deportivo Castellón \| \| \| = \| José Juncosa \| 22 \| 26 \| 0.85 \| \| Real Club Deportivo Español \| \| \| 5 \| Manuel Alday \| 16 \| 17 \| 0.94 \| \| Real Madrid Club de Fútbol \| \| \| = \| Telmo Zarra \| 16 \| 17 \| 0.94 \| \| Atlético de Bilbao \| \| \| = \| Pepillo Díaz \| 16 \| 20 \| 0.80 \| \| Sevilla Club de Fútbol \| \| \| = \| Francisco Roig \| 16 \| 22 \| 0.73 \| \| Real Club Celta de Vigo \| \| \| = \| Mariano Uceda \| 16 \| 23 \| 0.70 \| \| Club Atlético Aviación \| \| \| 10 \| Juan del Pino \| 15 \| 20 \| 0.75 \| \| Real Club Celta de Vigo \| \| \| = \| Paco Campos \| 15 \| 25 \| 0.60 \| \| Club Atlético Aviación \| \| \| 12 \| José Sánchez Trompi \| 14 \| 26 \| 0.54 \| \| Granada Club de Fútbol \| \| \| 13 \| Eduardo Herrerita \| 13 \| 23 \| 0.57 \| \| Real Oviedo Club de Fútbol \| \| \| = \| César Rodríguez \| 13 \| 23 \| 0.57 \| \| Club de Fútbol Barcelona \| \| Actualizado a fin de torneo. |                     |    |       |       |  |                             |      |
| Pos. | Jugador             | G. | Part. | Prom. |  | Club                        | Nota |
| 1 | Mariano Martín      | 30 | 23    | 1.30  |  | Club de Fútbol Barcelona    |      |
| 2 | Mundo Suárez        | 23 | 22    | 1.05  |  | Valencia Club de Fútbol     |      |
| 3 | Basilio Nieto       | 22 | 25    | 0.88  |  | Club Deportivo Castellón    |      |
| = | José Juncosa        | 22 | 26    | 0.85  |  | Real Club Deportivo Español |      |
| 5 | Manuel Alday        | 16 | 17    | 0.94  |  | Real Madrid Club de Fútbol  |      |
| = | Telmo Zarra         | 16 | 17    | 0.94  |  | Atlético de Bilbao          |      |
| = | Pepillo Díaz        | 16 | 20    | 0.80  |  | Sevilla Club de Fútbol      |      |
| = | Francisco Roig      | 16 | 22    | 0.73  |  | Real Club Celta de Vigo     |      |
| = | Mariano Uceda       | 16 | 23    | 0.70  |  | Club Atlético Aviación      |      |
| 10 | Juan del Pino       | 15 | 20    | 0.75  |  | Real Club Celta de Vigo     |      |
| = | Paco Campos         | 15 | 25    | 0.60  |  | Club Atlético Aviación      |      |
| 12 | José Sánchez Trompi | 14 | 26    | 0.54  |  | Granada Club de Fútbol      |      |
| 13 | Eduardo Herrerita   | 13 | 23    | 0.57  |  | Real Oviedo Club de Fútbol  |      |
| = | César Rodríguez     | 13 | 23    | 0.57  |  | Club de Fútbol Barcelona    |      |

### Evolución del registro de máximo goleador histórico
Nota: tomados en consideración los partidos y goles que establece el trofeo «pichichi» que pueden diferir/y difieren de otros datos oficiales en la trayectoria de los jugadores al guiarse el premio por su propio baremo. Resaltados jugadores en activo en la presente edición.
| Pos. | Jugador             | G.  | Part. | Prom. | Debut   | (Equipo debut)                  | Otros clubes                                                      |
| ---- | ------------------- | --- | ----- | ----- | ------- | ------------------------------- | ----------------------------------------------------------------- |
| 1    | Guillermo Gorostiza | 143 | 198   | 0.72  | 1929-30 | Atlético de Bilbao (107)        | Valencia Club de Fútbol (36)                                      |
| 2    | Agustín Sauto Bata  | 109 | 118   | 0.92  | 1929-30 | Atlético de Bilbao (109)        |                                                                   |
| 3    | Victorio Unamuno    | 100 | 141   | 0.71  | 1928-29 | Atlético de Bilbao (71)         | Betis Balompié (29)                                               |
| 4    | Luis Regueiro       | 90  | 140   | 0.64  | 1928-29 | Real Unión Club de Irún (36)    | Real Madrid Club de Fútbol (54)                                   |
| 5    | José Iraragorri     | 87  | 113   | 0.77  | 1929-30 | Atlético de Bilbao (87)         |                                                                   |
| 6    | Guillermo Campanal  | 86  | 123   | 0.70  | 1928-29 | Sevilla Club de Fútbol (86)     |                                                                   |
| 7    | Mundo Suárez        | 85  | 88    | 0.97  | 1935-36 | Athletic de Bilbao (0)          | Valencia Club de Fútbol (85)                                      |
| 8    | Isidro Lángara      | 82  | 61    | 1.34  | 1933-34 | Real Oviedo Club de Fútbol (82) |                                                                   |
| 9    | Eduardo Herrerita   | 76  | 135   | 0.56  | 1933-34 | Real Oviedo Club de Fútbol (67) | Club de Fútbol Barcelona (9)                                      |
| 10   | Santiago Urtizberea | 70  | 71    | 0.99  | 1928-29 | Real Unión Club de Irún (48)    | Real Sociedad (22)                                                |
| 11   | Manuel Alday        | 66  | 79    | 0.84  | 1930-31 | Real Madrid Club de Fútbol (66) |                                                                   |
| 12   | Mariano Martín      | 60  | 63    | 0.95  | 1939-40 | Club de Fútbol Barcelona (60)   |                                                                   |
| =    | Julio Elícegui      | 60  | 97    | 0.62  | 1930-31 | Unión Club de Irún (10)         | Athletic-Aviación Club (41), Real Club Deportivo de La Coruña (9) |
| 14   | Paco Campos         | 59  | 89    | 0.66  | 1939-40 | Atlético Aviación (59)          |                                                                   |
| =    | José Vilanova       | 59  | 96    | 0.61  | 1931-32 | Valencia Club de Fútbol (33)    | Alicante Club Deportivo (17)                                      |